# Liriope spicata
Liriope spicata är en sparrisväxtart som beskrevs av João de Loureiro. Liriope spicata ingår i släktet Liriope och familjen sparrisväxter. Inga underarter finns listade i Catalogue of Life.

## Bildgalleri

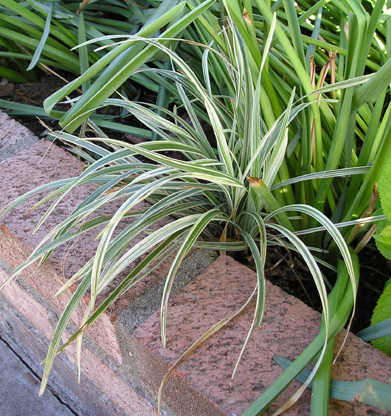
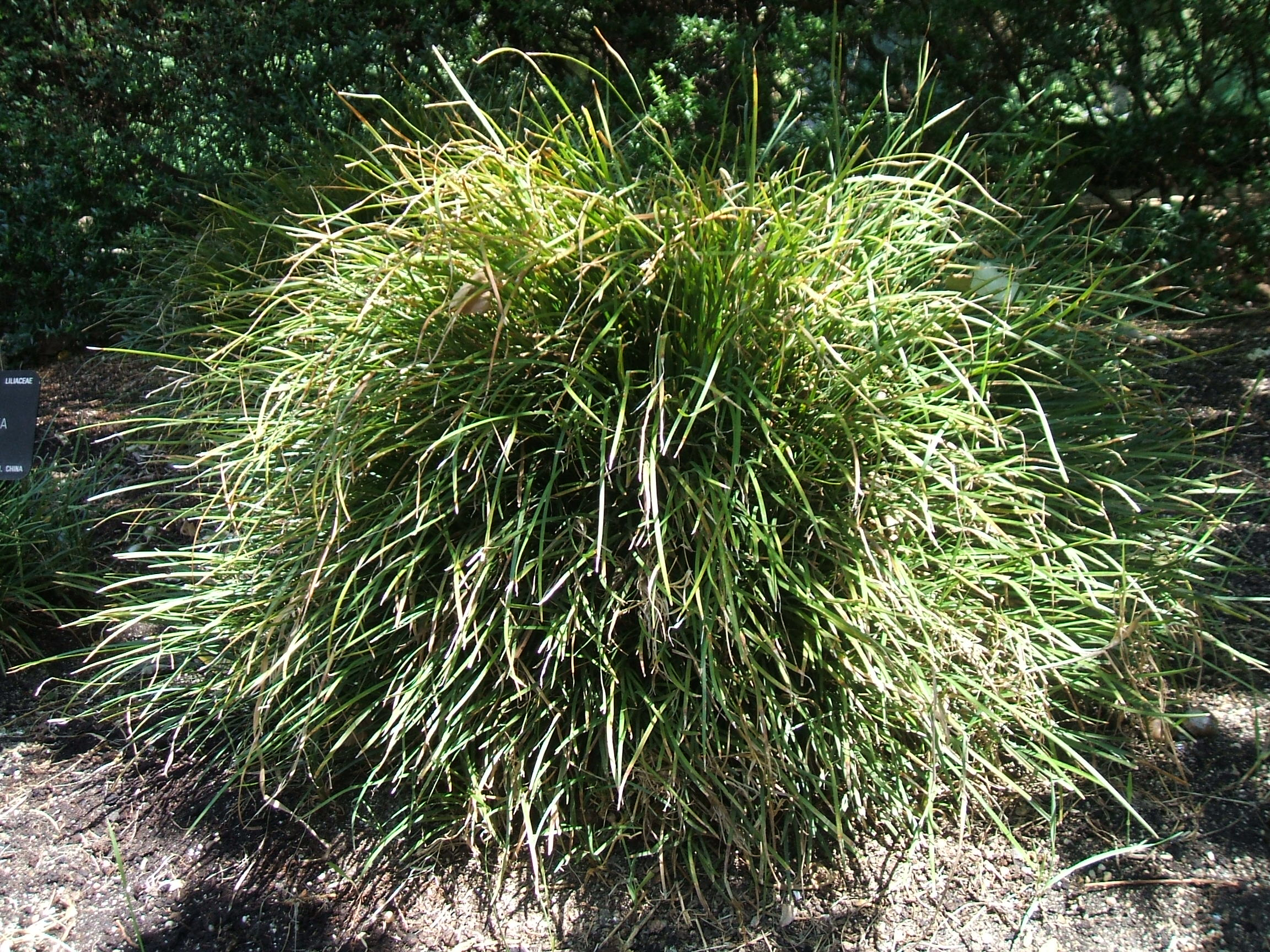
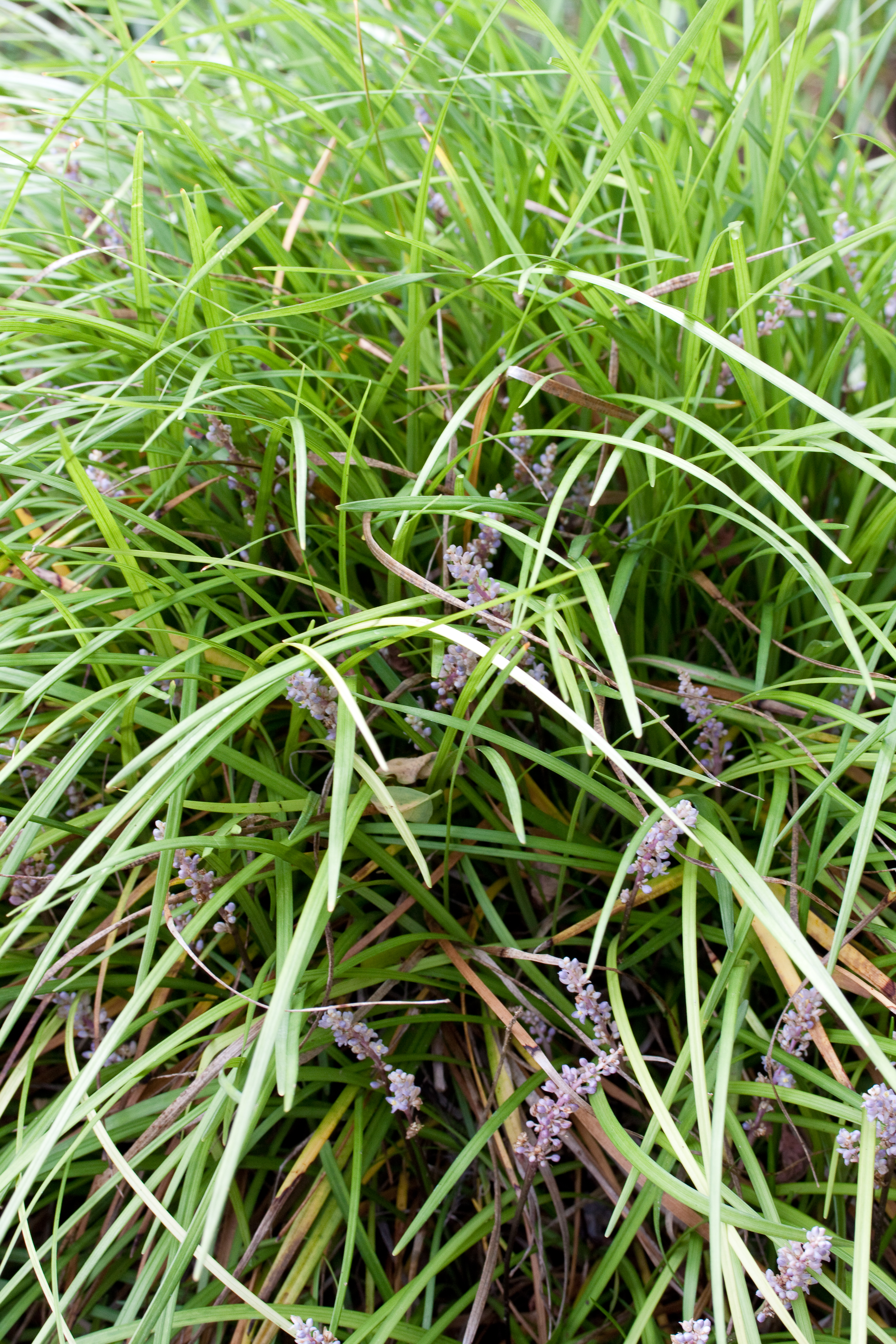
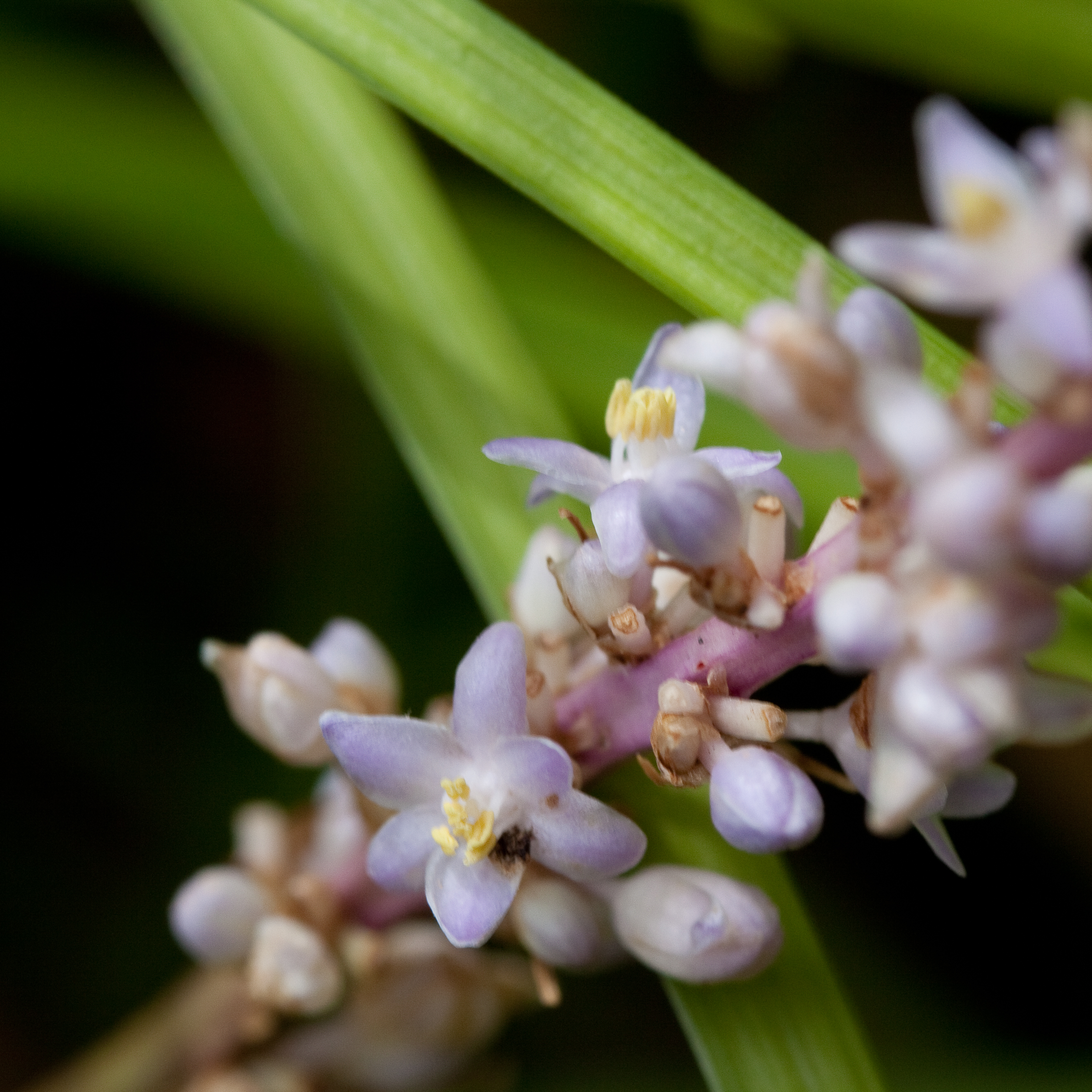
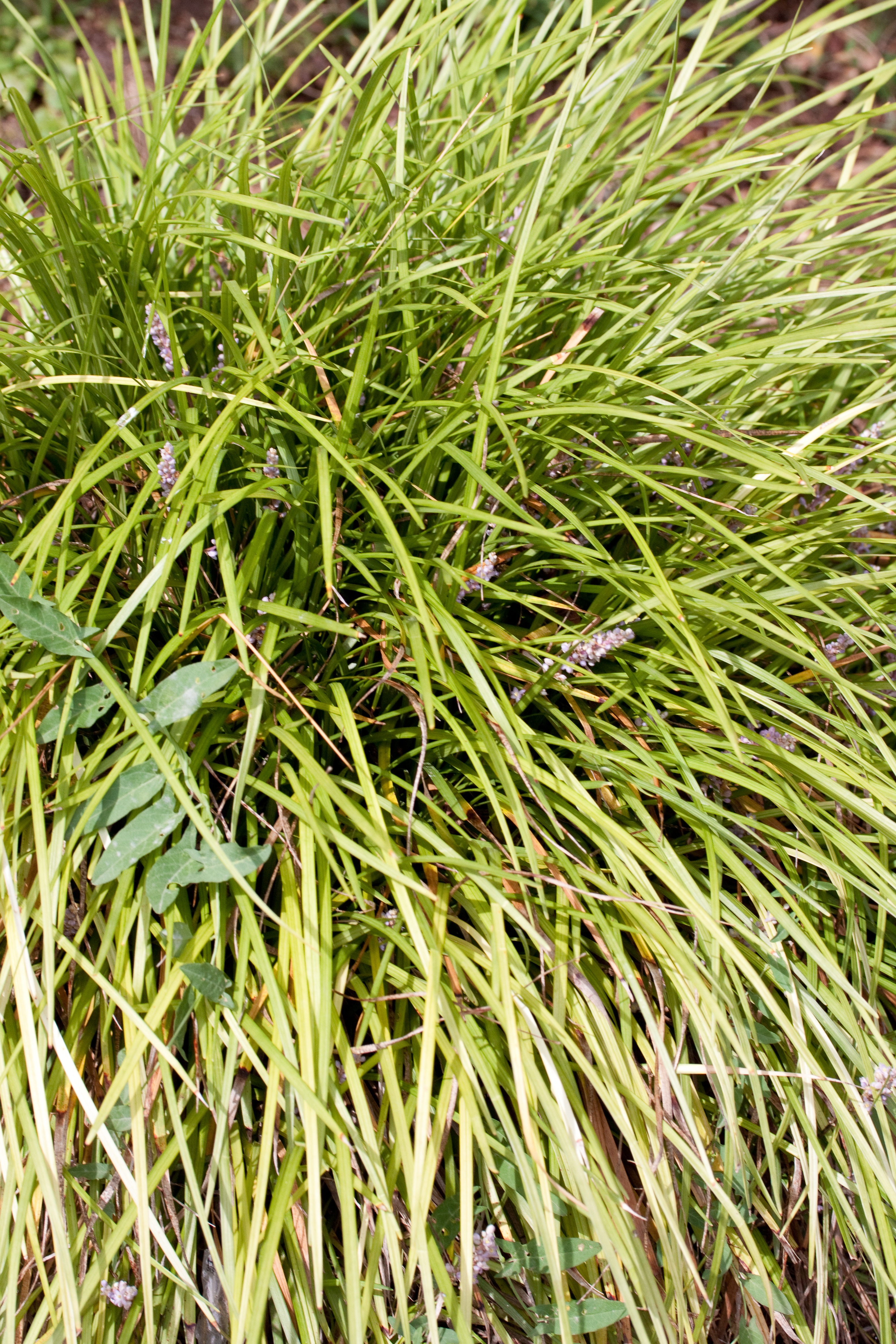
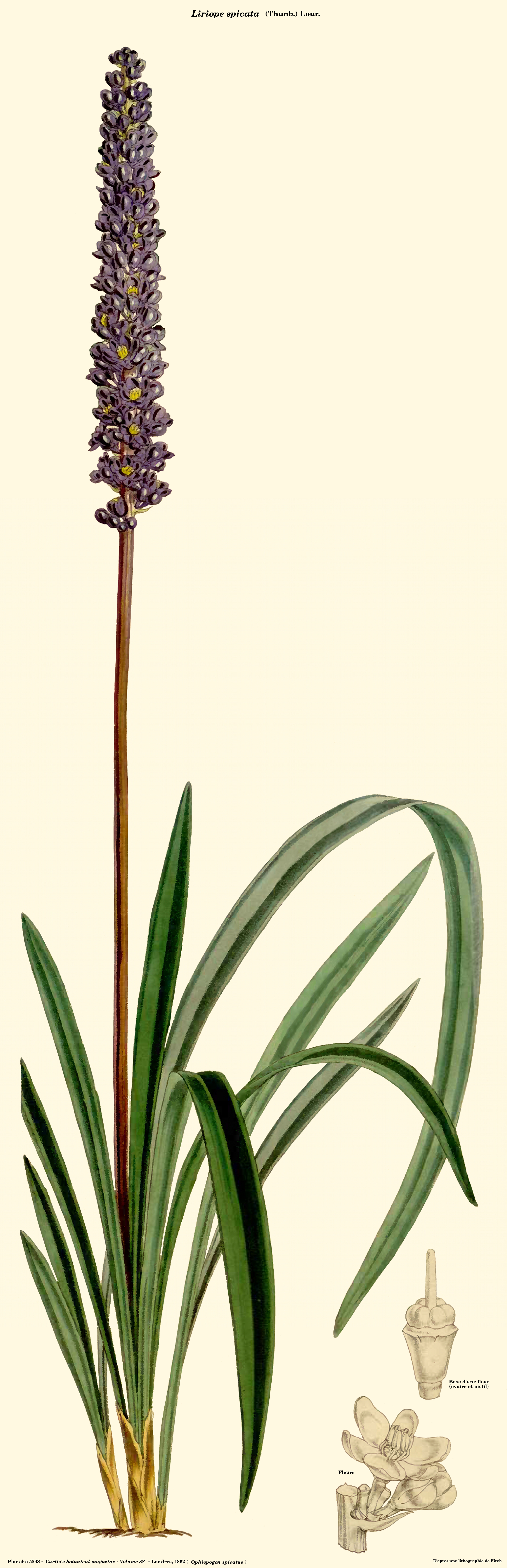